# Бургаська область
Бурга́ська о́бласть (болг. Област Бургас) — область в Південно-східному регіоні Болгарії. Площа 7 748,1 км², населення 458 911 чоловік. Межує з Туреччиною. Адміністративний центр — місто Бургас.
Область утворена у 1987 році, до 1998 року займала площу 14,7 тисяч км² і включала переважно території колишніх Бургаського, Сливенського і Ямбольського округів.